# Храм Параскевы Пятницы в Качалове
Храм Великомученицы Параскевы Пятницы в Качалове — православный храм в районе Северное Бутово в городе Москве. Относится к Параскево-Пятницкому благочинию Московской епархии Русской православной церкви.
Настоятель — протоиерей Анатолий Кожа, благочинный Параскево-Пятницкого благочиния.

## История
Деревянный храм во имя великомученицы Параскевы Пятницы в селе Киово-Качалово Московского уезда в Чермном стане существовал уже в начале XVI века, но во время польско-литовского нашествия был разрушен.
Первый каменный храм на этом месте возведён и освящён в 1694 году. Строителем нового храма стал владелец села Киово, князь Иван Иванович Щербатов. В этом же году при храме основано кладбище. К началу XX века храм сильно обветшал и его решили обновить.
В 1901—1904 годах реконструирован архитектором Николаем Благовещенским. Храм был значительно расширен, колокольня надстроена на один ярус, а весь архитектурный облик изменен в такой степени, что можно было считать храм построенным заново. Освящение состоялось в 1904 году.
В конце 1930-х годов храм был закрыт. Здание использовалось в производственных целях.
В середине 1980-х годов ввиду непригодности к дальнейшему использованию здание было просто брошено на произвол судьбы. По заключению БТИ износ здания составлял 80 %.
Передан православной общине в 1990 году и за несколько лет полностью восстановлен. Освящён Патриархом Московским и всея Руси Алексием II 10 ноября 1998 года.

## Духовенство
- Настоятель — протоиерей Анатолий Кожа.
- Иерей Николай Спижавка.
- Иерей Илия Пятибрат.
- Иерей Алексий Денисов[2].